# The Laureate
Pour plus de détails, voir Fiche technique et Distribution.
The Laureate est un film britannique réalisé par William Nunez, sorti en 2021.

## Synopsis
Un film biographique sur la vie du poète Robert Graves.

## Fiche technique
- Titre : The Laureate
- Réalisation : William Nunez
- Scénario : William Nunez
- Musique : Brian Byrne
- Photographie : Adam Barnett
- Montage : David Massachi
- Production : Guy de Beaujeu, William Nunez et Christian Parton
- Société de production : Bohemia Media, Deya Productions, Fluidity Films, Head Gear Films, Lipsync, Metrol Technology, North End Pictures et Parton Pictures
- Pays :  Royaume-Uni
- Genre : Biopic, drame et thriller
- Durée : 104 minutes
- Dates de sortie : 
  -  Espagne : 2 novembre 2021 (Evolution Mallorca International Film Festival)
  -  États-Unis : 21 janvier 2022

## Distribution
- Tom Hughes : Robert Graves
- Dianna Agron : Laura Riding
- Laura Haddock : Nancy Nicholson
- Julian Glover : Alfred Graves
- Patricia Hodge : Amy Graves
- Fra Fee : Geoffrey Phibbs
- Christien Anholt : T. S. Eliot
- Edwin Thomas : Edmund Blunden
- Indica Watson : Catherine Nicholson
- Timothy Renouf : Siegfried Sassoon
- Edward Bennett : Jonathan Cape
- Meriel Hinsching : Elfriede
- Paulette P. Williams : Mary
- Jamie Newall : Dr. Lake
- Daniel Drummond : John le barman

## Accueil
Le film a reçu un accueil mitigé de la critique. Il obtient un score moyen de 50 % sur Metacritic.